# 白蓮会館
白蓮会館（びゃくれんかいかん）は、1984年に杉原正康が興した拳法の会派。団体名称はNPO法人国際空手拳法連盟白蓮会館（エヌピーオーほうじんこくさいからてけんぽうれんめいびゃくれんかいかん）。

## 概説
伝統派空手ではなく少林寺拳法をルーツとしていて、技法的にも少林寺拳法と同様に剛法（突き、蹴り。またその受け）と柔法（投げ、関節技）からなるが、白蓮会館自身は「空手の一流派」と自称している。なお、創立30周年を迎えた2014年4月に二代目館長として杉原賢亮が就任し、杉原正康は宗師となる。
近年では、W.K.O.（世界組手連盟）やJFKO（全日本フルコンタクト空手道連盟）等への加盟に伴い、活躍の場を広げている。

## 歴史
少林寺拳法の幹部（当時）で、宗道臣の親衛隊である白蓮隊の一人だった杉原正康は、少林寺拳法の実戦性を模索するため正道会館の試合に出場し上位入賞したが、それが元で少林寺拳法を破門になった。この後、彼は同志を集め試合出場時の道場名より、国際空手拳法連盟白蓮会館を興した。同連盟は他のフルコンタクト連盟と違い、多くの団体が加盟している。なお、設立当初は国際拳法連盟であったが、他団体が加盟し始めた1988年に国際空手拳法連盟と改称した。
フルコンタクト空手の流派・団体では、極真、正道に次ぐ三番手として知られている。
特徴的にはカウンターパンチの技術が発達している。また、少林寺拳法由来の剛法（突き、蹴り。またその受け）や柔法（投げ、関節技）も教えている。但し、試合ルールはいわゆるフルコン空手ルール（上段突き・掴み・投げ技・寝技無し）と同様である。

## 実績
2012年に行われた新極真会主催の「第29回オープントーナメント全日本ウエイト制空手道選手権大会」の男子軽量級の部において、白蓮会館所属の福地勇人が優勝を収めた。

## 白蓮会館所属の選手
- 内藤貴継

白蓮会館主催 第27回、35回 全日本重量級 優勝
極真連合会主催 全日本ウエイト制重量級 優勝
JFKO主催 第3回JFKO全日本 重量級3位
新極真会主催 全日本ウエイト制 重量級3位
正道会館主催 全日本重量級 準優勝2回
2012WKO空手ワールドカップ重量級 優勝
2016WKO空手ワールドカップ重量級 優勝
2019年正道会館主催 全日本重量級 優勝
- 山口翔大

白蓮会館主催 第26回・29回・31回・33回・34回 全日本重量級優勝
2012WKO空手ワールドカップ重量級 準優勝
2016WKO空手ワールドカップ重量級 準優勝
2016WKO世界組手選手権大会 無差別級 優勝
LEGEND FINAL空手トーナメント 優勝
KWF主催 世界KARATE GRANDPRIX2017 第4回国際大会 重量級優勝
極真連合会主催 第26回全日本ウエイト制 重量級優勝
JFKO主催 第4回JFKO全日本重量級 優勝
JFKO主催 第5回JFKO全日本重量級 優勝
正道会館主催 第39回全日本重量級 優勝
新極真会主催 第12回全世界大会 日本代表
WFKO主催 第1回全世界大会 日本代表
- 福地勇人

白蓮会館主催 第26回・27回・29回全日本軽量級優勝、第31回全日本無差別級優勝
極真連合会主催 第27回・28回全日本ウェイト制軽量級優勝、第31回全日本ウエイト制中量級優勝　　　　　　   　
新極真会主催 第29回全日本ウエイト制軽量級優勝　
正道会館主催 2016全日本軽量級準優勝
2012WKO空手ワールドカップ 軽量級優勝
2016WKO空手ワールドカップ 中量級優勝
JFKO主催 第4回JFKO全日本中量級優勝
JFKO主催 第1回JFKO国際大会中量級優勝
JFKO主催 第6回JFKO全日本中量級優勝
- 赤松宏太 その試合スタイルから極真会館大山倍達総裁より「突貫小僧」と命名される。
- 井内徳次　白蓮会館主催 第3回・4回・7回中量級優勝
- 石原浩二（空手家） 小さな巨人　白蓮会館主催 第1回軽量級世界優勝
- 北島悠悠 努力なくして王者なし　白蓮世界大会を2連覇「一撃必殺！驚異のヒザ蹴り！」と呼ばれる。
- 平山辰啓 伝説のサムライ魂
- 南豪宏 地上最強の白蓮魂「白蓮会館全日本を7回優勝（内5連覇）のMr.白蓮」
- 川井裕一郎 鎌倉の覇王
- 吉田憲一 最強の努力家
- 平木博仁 白蓮会館主催 第1回世界大会中量級優勝
- 成田知巳 2009年白蓮会館主催 全日本軽量級優勝
- 播戸一幸
- 浅田煐鏆